# Bruised (Album)
Bruised ist ein Improvisationsalbum von Tony Bevan, Orphy Robinson, John Edwards, Ashley Wales und Mark Sanders. Die am 10. Juli und 28. November 2004 im Gateway Studio im Londoner Stadtteil Kingston upon Thames entstandenen Aufnahmen erschienen im Mai 2005 auf Foghorn Records.

## Hintergrund
Tony Bevan (Bass- und Tenorsaxophon) spielte auf dem Album mit Orphy Robinson (Vibraphon, Steel Drum, Marimbula, Percussion und Electronik), John Edwards (Kontrabass), Ashley Wales (Elektronik) und Mark Sanders, der Schlagzeug und Perkussion spielt. Die Musiker setzten ihre Zusammenarbeit mit dem Album We Packed Are Bags (2007) fort. Auch traten sie als Bruised mit Derek Bailey auf.

## Titelliste
- Tony Bevan, Orphy Robinson, John Edwards, Ashley Wales, Mark Saunders: Bruised (Foghorn Records FOGCD005)[1]

1. Sunhouse	9:46
2. Leviathan	17:17
3. Tempranillo	11:22
4. Bruised	11:03
5. Taxi Dance	7:34
6. Rhinocrat	9:55

## Rezeption
Improvisations-Spezialisten wie Tony Bevan, John Edwards und Mark Sanders seien Joker genug, meinte John Fordham im Guardian, aber mit dem Vibraphonisten Orphy Robinson und dem Spring-Heel-Jack-Elektronik-Performer Ashley Wales kämen zwei noch wildere Performer hinzu. Dennoch habe die Musik eine bemerkenswerte Straffheit und Zielstrebigkeit; das Titelstück sogar eine seltsame, holprige, regelmäßige Melodie, die klinge wie Jan Garbarek in einem Badezimmer mit einer Jimi-Hendrix-Platte, die nebenan läuft. Dies sei freie Musik mit einem klumpigen, gutturalen Charme.
Bruised sei ein magisches und mitreißendes Meisterwerk der höchsten Kategorie, schrieb Chris May in All About Jazz. Es gehöre zu den tiefgründigsten und lohnendsten Alben, die 2005 aus dem Vereinigten Königreich gekommen seien, gespielt von einem Mann, der Kopf, Herz und Hüfte vereine, mit einer genreübergreifenden, genialen Besetzung. Es sei freie Improvisation, aber nicht so, wie wir sie üblicherweise kennen. Bruised sei so instinktiv architektonisch, dass es kaum zu glauben ist, dass es kollektiv und vollständig im Moment geschaffen wurde und völlig frei von Overdubs, Bearbeitungen oder anderen Studiokunstgriffen veröffentlicht wird (das sei es aber).